# Alain Badiou
Alain Badiou ((); Rabat, 17 gennaio 1937) è un filosofo, commediografo e scrittore francese.
Ha a lungo insegnato all'università di Paris VIII Saint-Denis Vincennes, ed è dal 1999 professore all'École normale supérieure (ENS) di Parigi.

## Biografia
Badiou studiò filosofia all'ENS dal 1956 al 1961, un periodo nel quale seguì anche corsi alla Sorbona. Dimostrò un interesse anche verso la matematica. Insegnò dapprima in un liceo e poi alla Facoltà di Lettere di Reims. Inoltre, divenne attivo politicamente come uno dei membri fondatori del Partito Socialista Unificato francese (PSU), di cui era segretario Michel Rocard. Il PSU era particolarmente impegnato nella decolonizzazione dell'Algeria. Badiou scrisse il suo primo romanzo, Almagesta, nel 1964. Nel 1967 si unì ad un gruppo di studio intitolato a Baruch Spinoza, organizzato da Louis Althusser alla Scuola Normale, cui seguì nel '67 la decisione di fondare il partito UCF di ispirazione maoista, del quale rimase un membro del direttivo fino ai primi anni '80.. Negli stessi anni, fu progressivamente influenzato da Jacques Lacan.
Le proteste studentesche del 1968 rafforzarono l'impegno di Badiou a favore delle politiche della sinistra estrema, fino al punto da indurlo a far parte di gruppi comunisti e maoisti radicali, come l'UCFML e Sinistra Proletaria (che si sciolse nel '73 con la rottura tra la corrente marxista di cui faceva parte Badiou, e quella rappresentata da André Glucksmann che insisteva sulla critica al marxismo e al totalitarismo). Prese parte con Emmanuel Terray a un gruppo di lavoro che si richiamava al marxismo-leninismo classico, denunciando la comparsa in seno al partito di alcune correnti opportunisticamente orientate a destra. Nel 1969 divenne membro della facoltà dell'Università di Parigi VIII (Vincennes-Saint Denis), allora un bastione della contro-cultura, che dopo la protesta sessantottina aveva ottenuto l'autonomia dal Ministro dell'Istruzione Edgar Faure. Lì entrò in accesi dibattiti intellettuali con i suoi colleghi professori Gilles Deleuze e Jean-François Lyotard, le cui opere filosofiche Badiou considerava come malsane deviazioni dal programma di marxismo strutturale propugnato da Althusser.
Negli anni ottanta, quando sia il marxismo althusseriano sia la psicoanalisi lacaniana erano in declino (con Lacan morto e Althusser mentalmente infermo), Badiou pubblicò opere filosofiche più astratte e tecniche, come Théorie du sujet (1982), e il suo magnum opus, L'être et l'événement (1988). Nonostante ciò, Badiou non ha mai sconfessato il pensiero di Althusser o Lacan, e riferimenti positivi al marxismo e la psicoanalisi non mancano nelle sue opere più recenti.
Badiou ottenne la sua posizione attuale all'ENS nel 1999. È anche associato con alcuni altri istituti quali il Collège International de Philosophie. Attualmente è membro de "L'Organisation Politique" che fondò con alcuni compagni del circolo Maoista UCFML nel 1985. Badiou è anche drammaturgo, con la serie di opere imperniate sulla figura di Ahmed, sorta di maschera da commedia dell'arte della tradizione popolare marocchina.
Durante le rivolte del 2005 nelle banlieue francesi, cui prese parte un figlio adottivo di Badiou, all'epoca sedicenne, ha scritto un articolo su Le Monde, per denunciare gli abusi della gendarmeria francesi in merito alla repressione e agli arresti di manifestanti minorenni, colpevoli solamente del colore della loro pelle.
Ha collaborato come romanziere e drammaturgo con i registi Antoine Vitez e Christian Schiaretti, e, in qualità di editore, con l'amico François Wahl. Insieme a Barbara Cassin ha curato la rivista L'ordre philosophique, edita da du Seuil. Dopo aver lasciato la Seuil a seguito di alcune divergenze sulla linea editoriale con la casa madre, Cassin e Badiou continuarono a pubblicare la rivista sotto il nuovo nome di Overtoure col nuovo editore Arthème Fayard. 

A seguito degli attentati di Parigi del 13 novembre 2015, firmarono un saggio breve dal titolo Notre mal vient de plus loin ("Il nostro male viene da più lontano").
Alla fine del 2013, il regista Grégoire Ingold portò in scena al Teatro Nazionale di Nanterre-Amandiers un adattamento de La Repubblica di Platone, al quale seguì al Festival d'Avignone del 2015 la lettura del testo greco tradotto da Badiou, con una positiva accoglienza di pubblico e critica.

In coppia con la giornalista francese Aude Lancelin, dal 2015 ha iniziato a condurre Contre-courant ("controcorrente"), un programma di approfondimento sui temi di attualità, in onda una volta al mese dal sito Internet Mediapart, durante il quale un ospite viene invitato a parlare per circa un'ora riguardo a notizie di politica, cultura e società. alla trasmissione hanno preso parte personalità come Jacques Rancière, Michel Onfray, Aurélien Bernier e Jorge Lago, il capo del movimento politico spagnolo Podemos.

## Pensiero

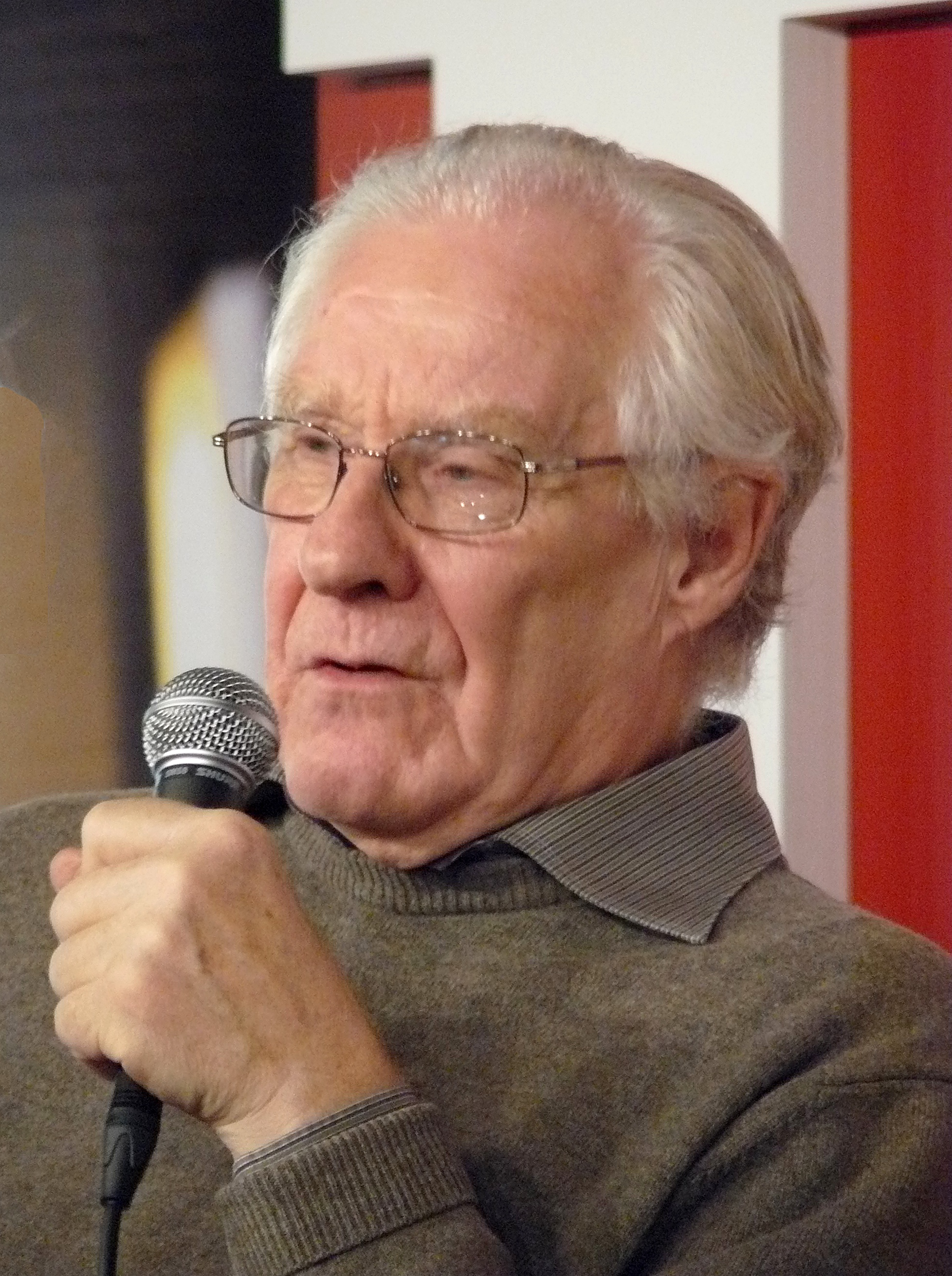
Alain Badiou nel 2010

In una prima serie di testi di chiara impostazione hegeliana (Le concept de modèle, Théorie de la contradiction), sviluppa i nodi teoretici del materialismo dialettico, cercandone una formulazione assiomatica, scritta in caratteri matematici. Influenzato dalle prime opere a carattere epistemologico di Louis Althusser, è convinto che la logica matematica sia da sola in grado di fondare l'ontologia. Si interessa poi alla possibilità di formulare filosoficamente l'essenza del cambiamento radicale. In Théorie du sujet (1982) analizza così il modo in cui l'animale umano può diventare pienamente soggetto soltanto dichiarandosi fedele a una rottura radicale che, rifondando la situazione in cui vive, produca nuova verità.
È però nella sua opera più famosa, L'Être et l'événément (1988) (L'Essere e l'evento, trad. it. 1995) che dispiega per la prima volta compiutamente la sua tesi filosofica centrale: l'essere è pura molteplicità (formulata adeguatamente solo dalla matematica insiemistica), che si presenta strutturata secondo una legge di presentazione. Tale strutturazione è periodicamente interrotta e riconfigurata dall'apparire di un evento, "una forza che nasce su un punto di rottura, genera l'impensabile e l'inimmaginabile, e fa dell'uomo un soggetto capace di verità" (Laura Lamanda, 2006).
Nel testo Logiques des mondes (2006), definisce nei dettagli l'articolazione fra l'ontologia, la logica dell'apparire dei fenomeni, e le diverse forme della differenza che, insinuandosi nella logica dei fenomeni, permette di ristrutturarla.
Un fenomeno raro per un pensatore europeo contemporaneo è il fatto che le sue opere vengono prese sempre più in considerazione da attivisti impegnati per i poveri, come in India, nella Repubblica Democratica del Congo e nel Sud Africa dove viene spesso letto assieme a Frantz Fanon.

## Opere

### Filosofia
- Le Concept de modèle. Introduction à une épistémologie materialiste des mathématiques (1969, 2007), trad. Gioia Lanzi, Il concetto di modello, Milano: Jaca Book, 1972; Trieste: Asterios, 2011 (con prefazione inedita) ISBN 978-88-95146-195
- Théorie du sujet (Seuil, 1982); La teoria del soggetto, Traduzione, introduzione e note di Fabio Francescato, Asterios, Trieste, 2017; ISBN 978-88-9313-054-7
- L'Être et l'Événement (1988), trad. a cura di Giovanni Scibilia, Genova: Il melangolo, 1995 ISBN 88-7018-270-3
- Manifeste pour la philosophie (1989), trad. Fabrizio Elefante, Manifesto per la filosofia, Milano: Feltrinelli, 1991 ISBN 88-07-10149-1; Napoli: Cronopio, 2008 ISBN 978-88-89446-38-6
- Le Nombre et les Nombres (Seuil, 1990)
- Conditions (con prefazione di François Wahl, Seuil, 1992)
- L'Éthique (1993, 2005), trad. Claudia Pozzana, L'etica. Saggio sulla coscienza del male, Parma: Pratiche, 1994; Napoli: Cronopio, 2006 ISBN 88-89446-21-8
- Deleuze. La clameur de l'Être (1997), trad. Davide Tarizzo, Deleuze. Il clamore dell'essere, Torino: Einaudi, 2004 ISBN 978-88-06-16779-0
- Saint Paul. La fondation de l'universalisme (1997, 2002), trad. Federico Ferrari e Antonella Moscati, San Paolo. La fondazione dell'universalismo, Napoli: Cronopio, 2010 ISBN 978-88-89446-55-3
- Abrégé de métapolitique (1998), trad. Marina Bruzzese, Metapolitica, Napoli: Cronopio, 2001 ISBN 88-85414-70-2
- Court traité d'ontologie provisoire (1998), trad. a cura di Alberto Zanon, Ontologia transitoria, Milano: Mimesis, 1999 ISBN 88-85414-41-9; 2007 ISBN 978-88-8483-499-7
- Petit manuel d'inesthétique (1998), trad. a cura di Livio Boni, Inestetica, Milano: Mimesis, 2007 ISBN 978-88-8483-452-2
- D'un désastre obscur (Éditions de l'Aube, 1998)
- L'antiphilosophie de Wittgenstein (Nous, 2009), L'antifilosofia di Wittgenstein, Milano: Mimesis, 2018
- Logiques des mondes. L'être et l'événement, 2. (Seuil, 2006)
- Petit panthéon portatif (2008), trad. di Luisa Bosi, Piccolo pantheon portatile, a cura di Tommaso Arietta, Genova: Il melangolo, 2010 ISBN 978-88-7018-740-3
- Second manifeste pour la philosophie (2009), trad. a cura di Livio Boni, Secondo manifesto per la filosofia, Napoli: Cronopio, 2010 ISBN 978-88-89446-58-4
- Le Fini et l'Infini (2010), trad. Elena Pozzi, Finito e infinito, postfazione di Paolo Barbieri, Milano: BookTime, 2011 ISBN 978-88-6218-181-5
- L'aventure de la philosophie française depuis les années 1960 (2012), trad. Livio Boni, L'avventura della filosofia francese, Roma: DeriveApprodi, 2013 ISBN 978-88-6548-068-7
- Pornographie du temps présent (2013)
- La République de Platon (2014), trad. Marta Albertella, La Repubblica di Platone. Dialogo con un prologo, sedici capitoli e un epilogo, a cura di Ilaria Bussino e Livio Boni, Milano: Ponte alle Grazie, 2013 ISBN 978-88-6220-628-0
- À la recherche du réel perdu (Fayard, 2015), trad. a cura di Giovanbattista Tusa, Alla ricerca del reale perduto, postfazione di Giovanbattista Tusa, Mimesis, 2016 ISBN 978-88-5753-297-4
- Metaphysique du bonheur réel (2015), trad. Ilaria Bussoni, Metafisica della felicità reale, Roma: DeriveApprodi, 2015 ISBN 978-88-6548-132-5
- De la fin. Conversations avec Giovanbattista Tusa, Éditions Mimesis, 2017 ISBN 978-88-6976-090-7

### Saggi critici
- Del capello e del fango. Riflessioni sul cinema, a cura di Daniele Dottorini, Cosenza: Pellegrini, 2009 ISBN 978-88-8101-575-7
- Rapsodia per il teatro. Arte, politica, evento, a cura di Francesco Ceraolo, Cosenza: Pellegrini, 2015 ISBN 978-88-6822-282-6
- La Commune de Paris, trad. Antonella Moscati, La Comune di Parigi. Una dichiarazione politica sulla politica, Napoli: Cronopio 2004 ISBN 88-85414-93-1
- Beckett, l'increvable désir (1995), trad. Sergio Crapiz, Beckett. L'inestinguibile desiderio, Genova: Il melangolo, 2008 ISBN 978-88-7018-708-3
- Le Siècle (2005), trad. Vera Verdiani, Il secolo, Milano: Feltrinelli, 2006 ISBN 88-07-10402-4
- Oltre l'uno e il molteplice. Pensare (con) Gilles Deleuze, a cura di Tommaso Ariemma e Luca Cremonesi, Verona: Ombre corte, 2007 ISBN 978-88-95366-03-6
- Éloge de l'Amour (conversazione con Nicolas Truong, 2009), trad. Sara Puggioni, Elogio dell'amore, Vicenza: Neri Pozza, 2013 ISBN 978-88-545-0575-9
- L'emblème démocratique (2009), in Démocratie, dans quel état? (con Giorgio Agamben, Daniel Bensaïd, Wendy Brown, Jean-Luc Nancy, Jacques Rancière, Kristin Ross e Slavoj Žižek, La Fabrique, 2009)
- Cinq leçons sur le cas Wagner (2010), trad. a cura di Fabio Francescato, Cinque lezioni sul caso Wagner, Trieste: Asterios, 2011 ISBN 978-88-95146-34-8
- Heidegger: le nazisme, les femmes, la philosophie (con Barbara Cassin, 2010), trad. Simone Regazzoni, Heidegger: Il nazismo, le donne, la filosofia, Genova: Il melangolo, 2010 ISBN 978-88-7018-791-5
- L'explication (conversazioni con Aude Lancelin e Alain Finkielkraut, Lignes, 2010)
- La Relation énigmatique entre philosophie et politique (Germina, 2011)
- Jacques Lacan, passé présent: dialogue (con Élisabeth Roudinesco, 2012)
- La filosofia al presente (con Slavoj Žižek), trad. Simona Serrau, Genova: Il melangolo, 2012 ISBN 978-88-7018-861-5
- Vingt-quatre notes sur les usages du mot peuple (2013), in Qu'est-ce qu'un peuple? (con Pierre Bourdieu, Judith Butler, Georges Didi-Huberman, Sadri Khiari, Jacques Rancière, La Fabrique, 2013)
- Éloge des mathématiques (conversazione con Gilles Haéri), trad. Marcello Losito, Elogio delle matematiche, Milano: Mimesis, 2015 ISBN 978-88-5753-968-3
- Entretien platonicien (conversazione con Maria Kakogianni, 2015)
- Notre mal vient de plus loin, trad. Stefania Ricciardo, Il nostro male viene da più lontano. Pensare i massacri del 13 novembre, Torino: Einaudi, 2016 ISBN 978-88-06-23162-0

### Saggi politici
- Théorie de la contradiction (Maspero, 1975)
- De l'idéologie (con François Balmès, 1976)
- Le Noyau rationnel de la dialectique hégélienne (con Joël Bellassen e Louis Mossot, 1977)
- Peut-on penser la politique? (con Sylvain Lazarus, 1985), trad. a cura di Valerio Romitelli e Alessandro Russo, Si può pensare la politica?, Milano: FrancoAngeli, 1987 ISBN 88-204-2342-1
- Circonstances 1. Kosovo, 11-septembre, Chirac/Le Pen (Lignes, 2003)
- Circonstances 2. Irak, foulard, Allemagne-France (2004)
- Circonstances 3. Portées du mot "Juif" (2005)
- Circonstances 4. De quoi Sarkozy est-il le nom? (2007), trad. a cura di Livio Boni, Sarkozy: di che cosa è il nome?, Napoli: Cronopio, 2008 ISBN 978-88-89446-35-5
- Circonstances 5. L'hypothèse communiste (2009), trad. Livio Boni, Andrea Cavazzini e Antonella Moscati, L'ipotesi comunista, Napoli: Cronopio, 2011 ISBN 978-88-89446-67-6
- L'idée du communisme (con Slavoj Žižek e altri, 2010), trad. L'idea di comunismo, Roma: DeriveApprodi, 2011 ISBN 978-88-6548-021-2
- Circonstances 6. Le réveil de l'histoire (2011), trad. Luigi Toni e Michele Zaffarano, Il risveglio della storia, Milano: Ponte alle Grazie, 2012 ISBN 978-88-6220-611-2
- Circonstances 7. Sarkozy: pire que prévu, les autres: prévoir le pire (2012)
- Que faire? Dialogue sur le communisme, le capitalisme et l'avenir de la démocratie (con Marcel Gauchet, 2014)
- Circonstances 8. Un parcours Grec (2016)
- Per una politica del benessere pubblico. Conversazione con Peter Engelmann, Armando editore, Collana Policy (2020)
- Les possibles matins de la politique (2021)

### Letteratura e drammaturgia
- Almagestes. Trajectoire inverse (1964)
- Portulans. Trajectoire inverse 2 (1967)
- L'Écharpe rouge (1979)
- Ahmed le subtil (1994)
- Ahmed Philosophe, suivi de Ahmed se fâche (1995), trad. a cura di Gioia Costa, Ahmed il filosofo. Farsa in ventidue scenette, Genova: Costa & Nolan, 1996 ISBN 88-7648-251-2
- Les Citrouilles (1996)
- Calme bloc ici-bas (1997)
- La Tétralogie d'Ahmed (Actes Sud, 2010, con prefazione)

### Interviste video e audio
- La philosophie et son histoire (1965), con Jean Hyppolite (VHS, 1993)
- Philosophie et sociologie (1965), con Raymond Aron (VHS, 1993)
- Philosophie et psychologie (1965), con Michel Foucault (VHS, 1993)
- Philosophie et vérité (1965), con Georges Canguilhem, Jean Hyppolite, Paul Ricœur, Michel Foucault e Dina Dreyfus (VHS, 1993)
- L'attualità della filosofia, a cura di Valerio Romitelli, Fondazione Collegio San Carlo, Modena, 30 aprile 1993 (audio cassette)

### Seminario
- Théorie du sujet (Seuil, 1982); La teoria del soggetto, Traduzione, introduzione e note di Fabio Francescato, Asterios, Trieste, 2017; ISBN 978-88-9313-054-7
- Logique et rationalité subjective, 1980-1983 (inedito)
- L'Un: Descartes, Platon, Kant, 1983-1984, a cura di Isabelle Vodoz (2016)
- L'infini: Aristote, Spinoza, Hegel, 1984-1985 (inedito) [trad it.: L'infinito. Aristotele, Spinoza, Hegel, Orthotes, Napoli-Salerno 2018]
- Parménide. L'être 1: figure ontologique, 1985-1986, a cura di Véronique Pineau (2014)
- Malebranche. L'être 2: figure théologique 1986, a cura di Isabelle Vodoz (2013)
- Heidegger. L'être 3: figure du retrait, 1986-1987, a cura di Isabelle Vodoz (2015)
- Vérité et sujet, 1987-1988, a cura di Isabelle Vodoz (2017)
- Beckett & Mallarmé, 1988-1989 (inedito)
- Platon: La République 1989-1990 (inedito)
- Théorie du mal, théorie de l'amour, 1990-1991, a cura di Isabelle Vodoz (2018)
- L'essence de la politique, 1991-1992, a cura di Isabelle Vodoz (2018)
- Nietzsche. L'antiphilosophie 1, 1992-1993, a cura di Véronique Pineau (2015) [trad. it.: Nietzsche. L'antifilosofia 1. Seminario 1992-1993, Mimesis, Milano-Udine 2022]
- Wittgenstein. L'antiphilosophie 2, 1993-1994 (inedito)
- Lacan. L'antiphilosophie 3, 1994-1995, a cura di Véronique Pineau (2013) [trad. it.: Lacan, Orthotes, Napoli-Salerno 2016]
- Saint Paul. L'antiphilosophie 4, 1995-1996 (inedito)
- Théorie axiomatique du sujet, 1996-1998 (inedito)
- Le XXe Siècle, 1998-2001 (inedito)
- Images du temps présent, 2001-2004, a cura di Isabelle Vodoz (2014)
- S'orienter dans la pensée, s'orienter dans l'existence, 2004-2007, a cura di Isabelle Vodoz (2022)
- Pour aujourd'hui: Platon!, 2007-2010, a cura di Isabelle Vodoz (2019)
- Que signifie "changer le monde"?, 2010-2012, a cura di Isabelle Vodoz (2017)
- L'immanence des vérités, 2012-2017 (inedito)
- Comment vivre et penser en un temps d'absolue désorientation?, 2021-2022 (inedito)
- Comment parvenir à proposer, en temps de désorientation mondiale, une orientation politique, en pensée et en actes, qui ne soit ni interne aux règles dominantes de ce temps, comme les élections, ni réduite à des actions localisées de type « colère collective ». Une orientation, en somme, dont la valeur soit stratégique, 2022 - in corso (inedito)

## Saggi e raccolte sul pensiero di Alain Badiou
- Charles Ramond (a cura di), Penser le multiple, Paris: L'Harmattan, 2002 [atti del colloquio di Bordeaux, 21-23 ottobre 1999]
- Fabien Tarby, La Philosophie d'Alain Badiou, Paris: L'Harmattan, 2005
- Jason Barker, Alain Badiou: A Critical Introduction, London: Pluto, 2002
- Fabien Tarby, Matérialismes d'aujourd'hui: de Deleuze à Badiou, Paris: L'Harmattan, 2005
- Bruno Besana et Oliver Feltham (a cura di), Écrits autour de la pensée d'Alain Badiou, Paris: L'Harmattan, 2007
- Francesco Toto, La fedeltà e l'evento. Appunti per una critica della teoria del soggetto in A. Badiou, in «Polemos. Materiali di filosofia e critica sociale», 2010, pp. 190–205.
- Mehdi Belhaj Kacem, Alexandre Costanzo (a cura di), Alain Badiou: esthétique et philosophie, Saint-Etienne: Musée d'art moderne, 2011 [atti del colloquio di Saint-Etienne 22 ottobre 2008]
- Isabelle Vodoz e Fabien Tarby, Autour d'Alain Badiou, Paris: Germina, 2011
- Francesco Ceraolo (a cura di), Teorie dell'evento. Alain Badiou e il pensiero dello spettacolo, Mimesis, Milano 2017 [prefazione di Alain Badiou, postfazione di Roberto De Gaetano], ISBN 978-88-575-4073-3